# 429
429 (CDXXIX) var ett normalår som började en tisdag i den julianska kalendern.

## Händelser

### Okänt datum
- Vandalerna tågar, under ledning av kung Geiserik, över Iberiska halvön till romerska Nordafrika.
- Theodosius II börjar reformera den romerska rätten.
- Theodosius II beordrar att alla pengar, som har samlats in av judar som stöd för skolor, skall överlämnas till hans skattkammare.
- Celestinus I skickar biskoparna Germanus av Auxerre och Lupus av Troyes till Britannien för att bekämpa det pelagianska kätteriet.
- Hilarius blir biskop av Arles.
- Domnus (sedermera patriark av Antiochia) utnämns till diakon.

## Födda
- Zu Chongzhi, kinesisk matematiker.